# 绍尔戈陶尔扬区
绍尔戈陶尔扬区（匈牙利語：Salgótarjáni járás），是匈牙利诺格拉德州的一个区，总面积525.23平方公里，总人口64,601人（2011年），人口密度123人/平方公里。中心城市为紹爾戈陶爾揚。

## 市镇
绍尔戈陶尔扬区包含一个州级市和28个村庄。